# 遙 (人造衛星)
遙（はるか） ，也稱為先進通訊和天文學實驗室（Highly Advanced Laboratory for Communications and Astronomy）是日本天文衛星，這是首次太空專用特長基線干涉測量法任務。
1997年2月12日，遙從鹿兒島內之浦宇宙空間觀測所發射，並於2003年10月進行了最後一次VSOP觀測，遠超過預計的3年壽命，之後失去了姿態控制。任務於2005年11月30日正式結束。

## 外部連結
- HALCA
- VSOP 的存檔，存档日期2021-03-21.